# Maximum Security (Tony MacAlpine)
Maximum Security è il secondo album in studio da solista del chitarrista statunitense Tony MacAlpine, pubblicato nel 1987.

## Tracce
Tutte le tracce sono state composte da Tony MacAlpine tranne dove indicato.
1. Autumn Lords – 3:26
2. Hundreds of Thousands – 3:15
3. Tears of Sahara – 3:46
4. Key to the City – 4:38
5. The Time and the Test – 2:39
6. The King's Cup – 3:27
7. Sacred Wonder – 4:13
8. Etude #4 Opus #10 (Frédéric Chopin) – 2:05
9. The Vision – 3:30
10. Dreamstate – 3:28
11. Porcelain Doll – 4:26